# Windmotor Sint Nicolaasga
De Windmotor Sint Nicolaasga is een poldermolen bij het Friese dorp Sint Nicolaasga, dat in de Nederlandse gemeente De Friese Meren ligt. De molen is een Amerikaanse windmotor, die bijna een anderhalve kilometer ten oosten van het dorp nabij de A6 staat. Hij werd gebouwd in de jaren dertig van de twintigste eeuw. De windmotor is niet-maalvaardig en ook niet voor publiek geopend. In 2008 verkeerde met name het motorhuis van de molen in vervallen toestand. Het is het laatst overgebleven exemplaar van een groot aantal dat indertijd in bedrijf was; het is een rijksmonument.